# Park Jana Heweliusza w Poznaniu
Park Jana Heweliusza – park w Poznaniu na Pogodnie na osiedlu samorządowym Osiedle Grunwald Południe zlokalizowany pomiędzy ulicami Jana Heweliusza, Macieja Palacza i Księżycową. Z uwagi na sąsiedztwo Obserwatorium Astronomicznego przy ul. Słonecznej w parku znajdują się elementy nawiązujące do zagadnień astronomicznych.

## Historia
Teren parku (cztery hektary) zagospodarowano w drodze przekształcenia istniejącego tu wcześniej, zadrzewionego nieużytku, w przeszłości zabudowanego barakami należącymi do terenów Gospody Targowej. Poznański Zarząd Zieleni Miejskiej w 2015 zlecił projekt realizacji parku, a w 2016 przystąpił do prac budowlanych.

## Charakterystyka
Oprócz funkcji rekreacyjnej i wypoczynkowej, park pełni funkcję edukacyjną z zakresu astronomii i kosmosu (m.in. tablice informacyjne). Centralnym elementem kompozycyjnym założenia jest plac z układem słonecznym oraz pergolą, od którego rozchodzą się aleje, swoim kształtem częściowo nawiązujące do orbit układu słonecznego. Jednym z elementów edukacyjnych jest tzw. Mgławica - żwirowy teren z porozmieszczanymi głazami, trawami i bylinami. Na obszarze parku zorganizowano również plac z modelem układu słonecznego ułożonego ze zróżnicowanego kolorystycznie kamienia naturalnego. W parku ustawiony jest zegar analemmatyczny. Znajdują się tu też place zabaw dziecięcych, siłownia, tor przeszkód dla psów i zestaw do street workoutu.
W 2021 na terenie parku posadowiono osiem rzeźb nawiązujących do tematyki astronomicznej wykonanych z pni i konarów pozostałych po przycinaniu drzew. Ich autorem był Krzysztof Wiza. Prace powstały na zlecenie Zarządu Zieleni Miejskiej.